# معرزیتا
معرزیتا (به عربی: معرزیتا) یک روستا در سوریه است که در ناحیه کفرنبل واقع شده‌است. معرزیتا ۲٬۷۰۷ نفر جمعیت دارد.